# Велика маленька людина
Велика маленька людина (англ. Big Little Person) — американська драма режисера Роберта З. Леонарда 1919 року.

## У ролях
- Мей Мюррей — Аратея Меннінг
- Кларисса Сельвіні — місіс Меннінг
- Рудольф Валентіно — Артур Ендікот
- Аллан Сірс — Джеральд Стаплс
- Герард Александр — Маріон Біміс